# Эолийский диалект древнегреческого языка
Эоли́йский или Эоли́ческий гре́ческий (Αἰολικός; называемый также лесбо́сский гре́ческий) — это лингвистический термин для обозначения архаических греческих субдиалектов, на которых говорили жители Беотии (район центральной Греции), Эолиды (на западе Малой Азии), о‑ва Лесбос (близ Малой Азии) и других греческих колоний.
Эолийский диалект сохранил множество архаизмов по сравнению с другими древнегреческими диалектами (напр. ионийско‑аттическим, дорийским, северо‑западным и аркадо‑кипрским), однако и развил много инноваций.
Эолийский диалект известен более всего как язык сочинений Сапфо и Алкея из Митилены. Эолийская поэзия, самый известный пример которой — работы Сапфо, чаще всего использует четыре классических размера, известные как «эолийская метризованная силлабика»: гликоней (основная эолийская строфа), фалекейский стих, сапфический стих и алкеев стих (все размеры названы по именам разработавших их поэтов).
В диалоге Платона «Протагор» (341c) Продик, говоря о Питтаке из Митилены, называет эолийский диалект «варварским»:
Тот не умел правильно различать слова, как лесбосец, воспитанный на варварском наречии
Видимо, во время Сократа и Платона эолийский диалект звучал столь странно для афинян, что из исключительной гордости аттическим литературным стилем мог быть назван «варварским».

## Основные черты эолийского диалекта
- Оригинальный индоевропейский (и протогреческий) лабиовелярный согласный *kʷ перешёл в p во всех положениях, в отличие от аттическо‑ионического, аркадо‑кипрского и дорийского диалектов, где он перешёл в t перед e и i (напр. атт. τέτταρες, ион. τέσσερες, дор. τέτορες ~ лесбосск. πίσυρες, беот. πέτταρες «четыре» < и.‑е. *kʷetu̯ores). Это изменение лабиовелярных находит точный аналог в так называемых p‑кельтских языках и в сабельских языках.
- протогреческий долгий ā сохранился во всех положениях, в отличие от аттическо‑ионического диалекта, где он перешёл в долгий открытый ē (напр. атт.‑ион. μήτηρ ~ эол. μάτηρ «мать» < и.‑е. *meh₂ter-).
- В эолийском диалекте широко используются так называемое «атематическое» спряжение[комм. 1], то есть спряжение с окончанием -mi[комм. 2] (напр. атт.‑ион. φιλέω[комм. 3], φιλῶ[комм. 4] ~ эол. φίλημι «любить»). То же самое произошло в ирландском языке, где этот вариант был обобщен для всех глаголов, получивших окончание -im.
- В лесбосском субдиалекте передвижение тонового ударения («баритонеза») произошло во всех словах, что в других диалектах свойственно лишь глаголам (напр. атт.‑ион. ποταμός ~ лесбосск. πόταμος «река»).
- Окончание атематического инфинитива в эолийском диалекте — -men (лесбосск. тж. -menai) как и в дор. диалекте, в отличие от атт.‑ион. -(e)nai (напр. атт.‑ион. εἶναι ~ лесбосск. ἔμμεν, ἔμμεναι, фесс., беот. εἶμεν). В лесбосском субдиалекте это окончание распространилось и на тематическое спряжение (напр. ἀγέμεν).
- В лесбосском, так же как в ионийском, зафиксировано явление под названием «psilosis» (др.-греч. ψίλωσις, букв. «обнажение»); это отсутствие придыхания начальных гласных, часто: появившегося вследствие утери s или w (напр. атт. ἥλιος ~ ион. ἠέλιος, лесбосск. ἀέλιος «солнце» < протогреч. *hāwelios < и.‑е. *seh₂u̯elios, suh₂lios).
- В фессалийском и беотийском субдиалектах сохранился начальный индоевропейский (и протогреческий) полугласный w («дигамма»), так же как в дорийском диалекте (напр. атт.‑ион. ἔπος ~ беот., дор. Ϝέπος «слово, эпос» < и.‑е. u̯ekʷ-es-, ср. лат. vōx).
- В беотийском субдиалекте во многих случаях система гласных изменилась и напоминает современное греческое произношение:

атт.‑ион. αι /ai/ ~ беот. η /eː/ ~ совр. греч. αι /e/;
атт.‑ион. η /eː/ ~ беот. ει /iː/ ~ совр. греч. ει /i/;
атт.‑ион. οι /oi/ ~ беот. υ /yː/ ~ совр. греч. οι /i/ (из /y/).
- Оригинальные индоевропейские стечения согласных (кластеры) *-sm-, -sn-, -sr-, -sl-, -ms-, -ns-, -rs-, -ls- ассимилировались в -mm-, -nn-, -rr-, -ll-. В аттическо-ионийском и дорическом диалектах вместо этого произошло компенсаторное удлинение предшествующего гласного. (напр. атт.‑ион. εἰμί ~ эол. ἔμμι < и.‑е. *h₁ésmi).
- Окончание дат. п. мн. ч. -αισι(ν)/-οισι(ν) и окончание вин. п. мн. ч. -αις/-οις в 1-м и 2-м склонениях имён существительных.
- Причастие муж. рода 1-го аориста на -αις (напр. λυσαις, а не λυσας).